# 호안 베네가스
호안 알베르토 베네가스 우요아(스페인어: Johan Alberto Venegas Ulloa, 1988년 11월 27일 ~ )는 코스타리카의 축구 선수로 현재 LD 알라후엘렌세에서 윙어 겸 공격수로 활약하고 있으며 코스타리카 대표팀의 일원으로도 활동 중이다.